# Cerdido
Cerdido település Spanyolországban, A Coruña tartományban. Cerdido Ortigueira, As Somozas, Moeche, Valdoviño és Cedeira községekkel határos. Lakosainak száma 1004 fő (2024).

## Népesség
A település népessége az utóbbi években az alábbiak szerint változott:
| Lakosok száma | 1638 | 1558 | 1496 | 1359 | 1328 | 1249 | 1191 | 1113 | 1075 | 1004 |
|               | 2001 | 2004 | 2006 | 2009 | 2011 | 2014 | 2016 | 2019 | 2021 | 2024 |